# Теніс

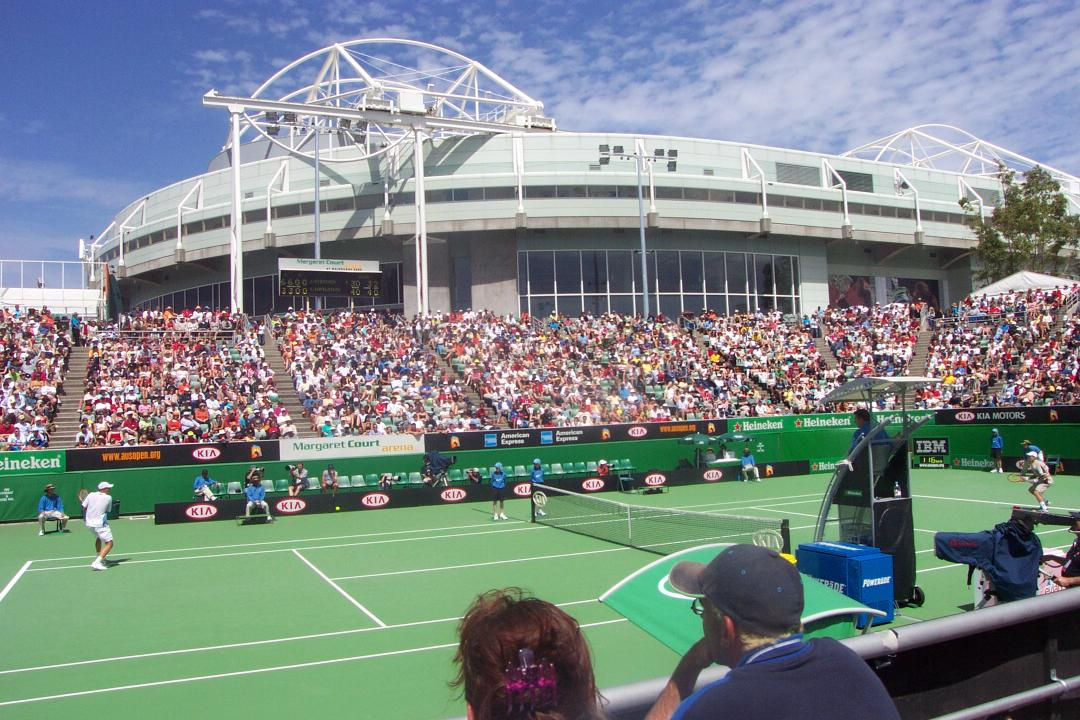
Тенісний матч на відкритому чемпіонаті Австралії

Те́ніс (англ. tennis, діал. заст. ситківка) або вели́кий те́ніс — вид спорту, у якому грають двоє гравців один проти одного, або дві команди по два гравці в кожній, команда проти команди, на майданчику — корті, поділеному навпіл поперечною сіткою.
Мета гри — перекинути ракеткою м'яч через сітку на бік опонента так, щоби м'яч упав у межах майданчика суперника і той не зміг його відбити назад.
Під час гри гравці використовують додаткове ігрове спорядження — ракетку. Вона призначена для відбивання, зміни напрямку й потужності польоту гумового тенісного м'яча. Матч виграє той, хто отримує найбільшу кількість перемог за сетами відповідно до правил гри, що застосовуються відповідно до статі, віку тенісиста і так далі.

## Історія

### Походження тенісу
Якщо не брати до уваги ігор давніх греків і римлян, в яких м'яч відбивали рукою або дерев'яною палицею, то перші згадки про гру, схожу на теніс, можна знайти в XII—XIII століттях в Італії. Гра називалася «джидоко», а м'яч у ній відбивався надягненою на руку рукавицею, дерев'яним щитком або шкіряним ременем.
Офіційно вважається, що теніс з'явився в XIV столітті на території сучасної Франції. Французька знать захоплювалася так званою «грою долонею» («же де пом»), яка справила великий вплив на розвиток сучасного тенісу. Першими гравцями-аматорами стали священнослужителі, і не тільки молоді семінаристи, а й священники вищих звань: архієпископи і кардинали. Гра проводилася в стінах монастирів, переважно на кам'яній підлозі. Згодом для зручності гри на руку, що б'є по м'ячу, почали надягати рукавичку, а м'яч відбивати дерев'яними предметами, які згодом трансформувалися у так звані ракетки. Ці дерев'яні предмети були мало схожі на сучасну ракетку.
Минуло ще більш ніж чотири століття, поки на ракетці з'явилися струни. Гра стала набирати ще більшої популярності, слідом за священнослужителями почали грати заможні французи. Грою була захоплена величезна кількість людей. А в 1480 році король Франції Луї XI видав указ, який суворо регламентував процес виготовлення тенісних м'ячів. Умови наказу були такі: м'яч повинен бути набитий гарною шкірою та вовною і не містити пісок, крейду, вапно, тирсу, мох, золу чи землю. Слідом за чоловіками в XV—XVI століттях грою в м'яч захопилися і жінки. 1427 року у Парижі молода жінка на ім'я Марго грала настільки блискуче, що з її швидкістю подачі м'яча могли зрівнятися лише найкращі з чоловіків-гравців.
Гра розвивалася так стрімко, що вже до кінця XVI століття в Парижі було обладнано більше 250 спеціальних кортів, а кількість гравців перевищила сім тисяч. Залежно від уміння вести гру, поступово відбувся розподіл гравців на три категорії: новачок, партнер і майстер. Найбільші привілеї мали майстри. Їм давалося право на будівництво і володіння кортами для гри. Один з майстрів розробив у 1542 році перші правила тенісу, але опубліковані вони були лише через 50 років. Гра здобула визнання й у англійців, які назвали її «справжній теніс» (англ. real tennis).
Офіційно прийнято вважати, що слово «теніс» виникло від старофранцузького слова «Tenèts!», яке промовляв гравець під час подачі м'яча. Згодом це слово запозичили англійці й пристосували його під свою мову, — так виникло слово «Tennis», яке й поширилося.

### Розвиток
Правила змінювалися протягом усього розвитку гри. Так, спочатку багато років уведення м'яча в гру, тобто подача, не відносилася до гри, і виграти очко з подачі було неможливо.
Подача м'яча в гру здійснювалася слугами, — фр. servani, отже, введення м'яча в гру називалося обслуговуванням — serviz. Минали роки, століття і мінялися правила гри в м'яч. У наш час подача дуже важливий технічний елемент тенісу, і є засобом виграшу очка та тиском на суперника. Незважаючи на зміни в тенісі, на всіх міжнародних іграх подача називається service.
У XVII—XIX століттях, у часи Французької революції та Наполеонівських війн людям було не до занять тенісом, як у Франції, так і в інших європейських країнах. В Англії, теніс занепав після того, як він утратив заступництво короля. Але остаточно гра не була забута. І вже в 1859 році починається новий етап у розвитку тенісу, коли вперше був проведений матч англійських університетських команд у Хейманкерті. Почалося відродження тенісу: стали створювати нові тенісні клуби. А в спортивних клубах для гри в крикет, крокет і гольф стали відкриватися тенісні секції. Вийти на світову арену тенісу заважало те, що в кожній країні правила гри були свої. Це унеможливлювало проведення міжнародних матчів. У середині XIX століття сталися величезні зміни в проведенні ігор, тому що в теніс почали грати на відкритих кортах, хоча до цього гра проходила виключно у приміщеннях.

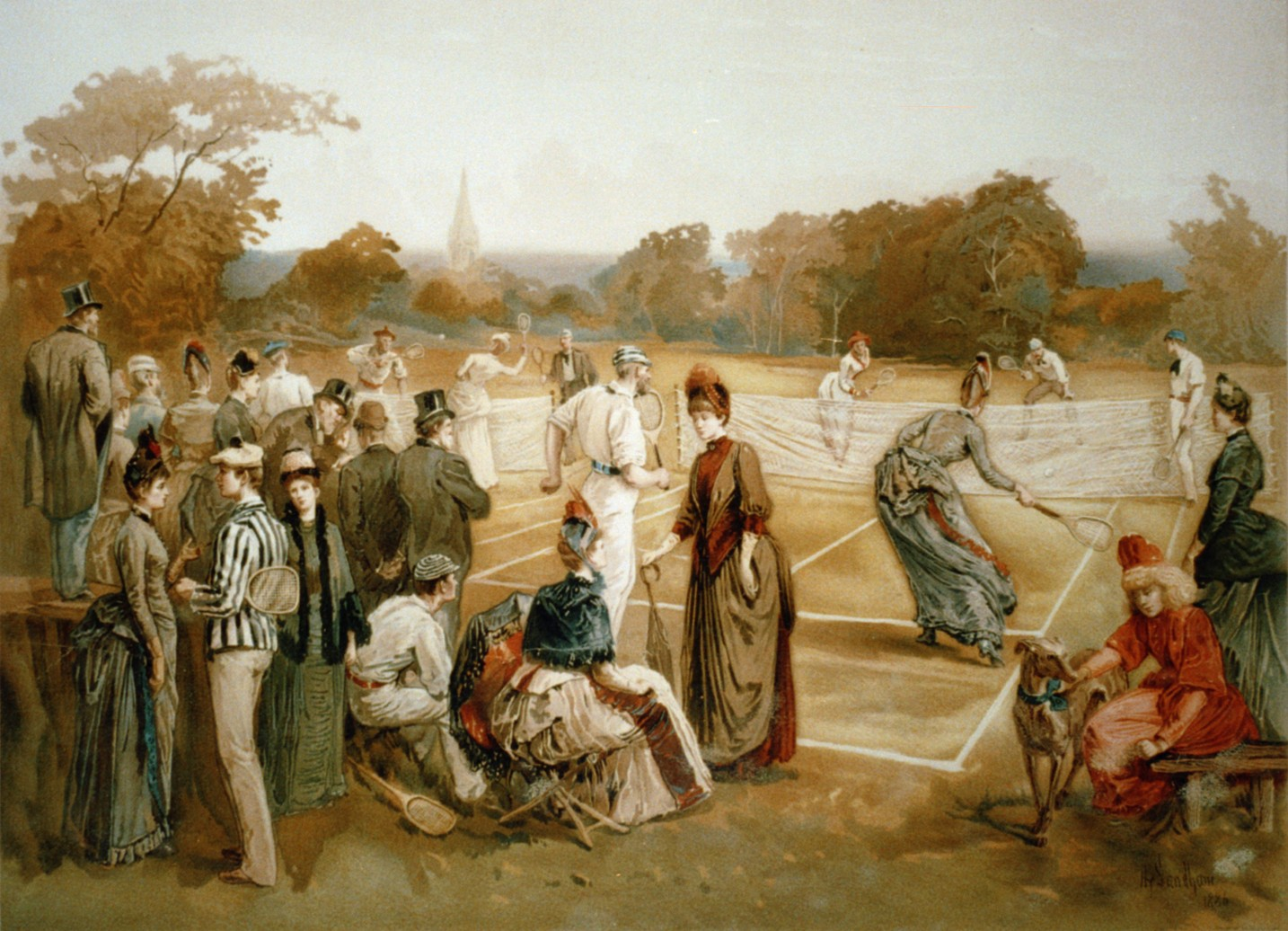
Лаун-теніс у США (1887)

Причина того, що гра так довго проводилася в закритих приміщеннях, полягала в покритті майданчиків і матеріалі м'яча. Оскільки м'ячі були матер'яні, туго стягнуті струнами, а зверху покриті фланеллю, то вони могли відскакувати тільки від твердої кам'яної підлоги, а грати на землі або траві було неможливо. І тільки з появою гумових м'ячів відбулися докорінні зміни в тенісі. В Англії в 1874 році завдяки майорові В. Вінгфілду виник так званий лаун-теніс (теніс на траві). У такий спосіб він узаконив теніс і його правила після того, як були запатентовані сітка, стовпчики, м'ячі, правила гри — теніс став видом спорту. Офіційні правила гри були введені в 1875 році лондонським «Мерілебоун Крікет Клабом». Ці правила з деякими відмінностями і доповненнями діють дотепер. Лаун-теніс, а сьогодні просто теніс, швидко розповсюдився по всій Європі та інших континентах. У нього грають мільйони людей різного віку.

### Перші чемпіони
Перший офіційний задокументований тенісний турнір проходив у серпні 1876 року на корті, розташованому у володіннях графа Вільяма Апплетона у Массачусетсі, і був виграний Джеймсом Двайтом. Наступним офіційним турніром став турнір у Вімблдоні у 1877 році, який став дуже популярним спочатку у Великій Британії, а потім і у світі. Цей турнір проводиться донині і є найстарішим у світі. Фінал 1877 року проходив за присутності 200 глядачів. У ньому взяли участь 24 гравці. Правила, за якими грали на цьому турнірі, надалі стали офіційними на багатьох турнірах Європи. Переможцем став Спенсер Гор.
Наступним офіційним турніром на корті просто неба став турнір у Дінарді (Франція) у 1878 році. Того ж року проведено турнір у Монреалі в Cricket Club, також цього ж року пройшов аматорський чемпіонат Шотландії. 1879 року дебютував Чемпіонат Ірландії у Fitzwilliam Club у Дубліні. 1880 року пройшов турнір на території Австралії у Мельбурні. Чемпіонат США уперше проходив у Ньюпорті в 1881 році, на ньому брали участь лише громадяни США.

### Розвиток тенісу в Україні
В Україну теніс завезли англійські купці, які 1890 року створили тенісні клуби в Одесі і Таганрозі; згодом теніс поширився і по інших містах України, а 1913 року відбулися тенісні змагання у Києві. У 1920-х роках відбулися спершу показові тенісні матчі в Одесі, з 1930 року розпочалися змагання за першість України; їх продовжують і після 1945 року в категоріях командної першості, особистої — чоловіків, жінок, змішаних пар; влаштовуються також зимові змагання, змагання молоді тощо.
У Галичині перші тенісні (ситківкові) клуби постали в 1890-их роках під впливом зв'язків з Віднем. Теніс пропагував у «Соколі» і студентських спортивних клубах Іван Боберський, який у 1911 році видав підручник «Ситківка». Перші змагання з ситківки у Львові провело спортивне товариство «Україна» (1911; Петро Франко, О. Кульчицький). 1924 року постав Львівський ситківковий клуб (ЛКС, діяв до 1939 року), що мав власні корти й проводив змагання на першість Західної України.
У США і Канаді теніс пропагує Карпатський Лещетарський Клуб (з 1955 року відбуваються щорічні змагання за першість Союзу Україно-Американських спортивних товариств) і Українські спортові централі Америки і Канади в групах молоді й сеньйорів.

### Турніри Grand Slam
Теніс протягом тривалого часу був переважно розповсюджений в англомовних країнах — Австралії, Великій Британії, США. Він також був популярний у Франції. Чотири найбільші турніри — Вімблдонський турнір, Відкритий чемпіонат США, Відкритий чемпіонат Франції та Відкритий чемпіонат Австралії (проводиться з 1905 року) стали найпрестижнішими в тенісі.
У 1933 році австралієць Джек Кроуфорд виграв міжнародні аматорські ігри в Австралії, Франції (Роланд Гаррос), Великій Британії (Вімблдон) і досяг фіналу Міжнародного аматорського чемпіонату США у Форест-Гіллс. Саме тоді, напередодні останнього з турнірів, обговорюючи шанси Крофорда на перемогу в усіх чотирьох найвизначніших змаганнях року, журналісти Джон Кієран і Аллісон Дензіг уперше вжили термін «Грандіозний удар» (англ. Grand Slam) (за аналогією із бриджом і гольфом). Перелічені чемпіонати почали набирати значущість у тенісному світі у зв'язку із тим, що збірні цих чотирьох країн були єдиними, хто здобував перемоги у Кубку Девіса, який на той час був набагато престижнішим в аматорському тенісі, ніж усі інші турніри.
Здобути титул «Grand Slam», тобто перемогти у всіх чотирьох цих турнірах протягом одного сезону — є найвищою метою для тенісистів.

### Відкрита ера
Починаючи з 20-х років ХХ століття, професійні тенісні гравці заробляли гроші, виступаючи в показових матчах перед публікою, що платила за право дивитися гру. Протягом 40 років професійний та аматорський теніс були суворо розділені — як тільки гравець ставав «професіоналом», він не мав більше права виступати в аматорських турнірах. Але, в 1967 році LTA вирішила покласти кінець поділу тенісу і зрівняла права аматорів і професіоналів на своїх турнірах. У 1968 року Міжнародна федерація тенісу, переборовши небажання, затвердила рівні права тенісистів. Це поклало початок Відкритій ері в сучасному тенісі, коли всі гравці мали право виступати в будь-яких турнірах, а найкращі тенісисти забезпечували своє існування виступами на змаганнях.
У 1954 році Джеймс Ван Ален заснував Міжнародну залу тенісної слави — музей, розташований у Ньюпорті, штат Род-Айленд, США, на місці проведення першого Відкритого чемпіонату США з тенісу (1881). У музеї зібрана велика кількість експонатів, що відображають історію розвитку тенісу, а також галерея портретів великих тенісистів і людей, які зробили великий внесок у розвиток спорту. 1986 року залу слави було офіційно визнано Міжнародною федерацією тенісу.

### Теніс та Олімпійські ігри
Теніс є олімпійським видом спорту. До програми Олімпійських ігор теніс був включений у 1896 році. З 1896 року проводилися першості серед чоловіків, а з 1900-му — і серед жінок. Однак надалі теніс, як вид спорту, який став професійним, Міжнародний олімпійський комітет, починаючи з 1928 року, виключив з програми олімпійських змагань. Лише в 1968 році в Мехіко під час проведення XIX олімпіади відбувся показовий тенісний турнір. 1977 року МОК на 79-ій сесії, що проходила в Празі, визнав Міжнародну федерацію тенісу як керівний орган виду спорту, який відповідає критеріям Олімпійської хартії. Але визнання тенісу не призвело до автоматичного включення до програми змагань Олімпіад. І лише на змаганнях XXIV Олімпіади в 1988 році, після 64-річної перерви, теніс знову визнано олімпійським видом спорту.

## Правила гри

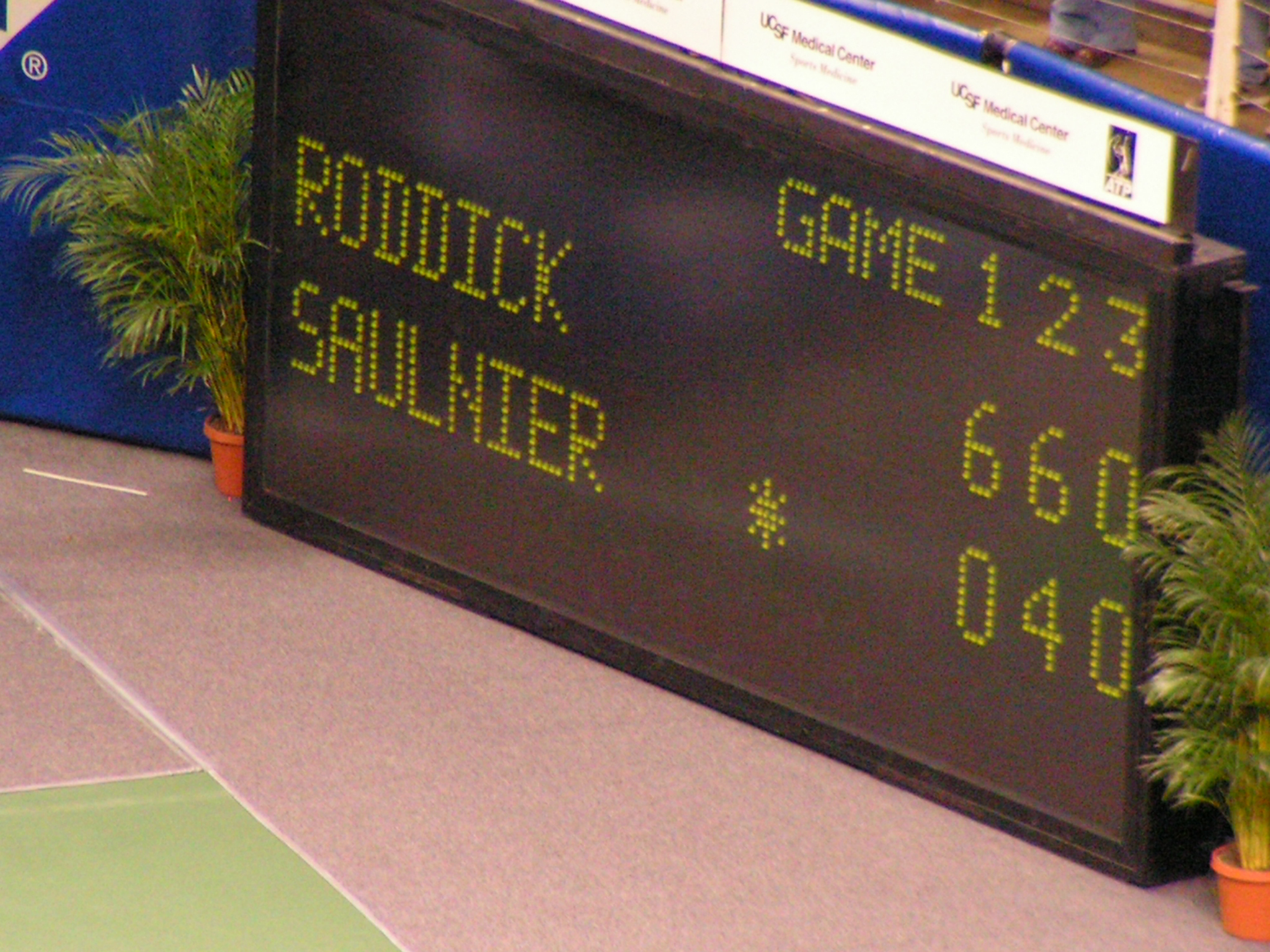
Табло

Розіграш кожного очка починається з подачі м'яча. Гравець, із задньої лінії перекидає м'яч на діагонально протилежно розташоване поле супротивника. Перша подача завжди здійснюється із правого боку від центральної лінії поля.
Право вибору одного з боків корту, або черговість подачі в першому геймі, визначає жереб перед початком розминки. Гравець або пара, яка виграла жереб можуть обрати:
- подавати чи приймати в першому геймі матчу, тоді суперник повинен обрати на якому боці корту буде починати грати в першому геймі; або
- бік корту, тоді суперник повинен обрати подачу або приймання у першому геймі; або
- передати право вибору супернику.

Право подачі почергово протягом гри переходить від одного гравця до іншого.
Порушення, що зустрічаються при подачі:
- м'яч влучає за лінію площі подачі або в сітку. У цьому випадку гравець, що подає, має право на другу подачу;
- при повторному влучанні в сітку чи за лінію площі подачі, очко присуджується стороні, що приймає. Така ситуація називається подвійна помилка;
- заступ гравця, що подає, за задню лінію;
- м'яч торкається сітки — гравець повинен переграти подачу.

### Гейм
Період тенісного матчу, протягом якого подає один гравець, називається геймом.
Гейм починається з рахунку 0-0. Перші два розіграші м'яча дають супротивникам по 15 очок. Наступна подача приводить до рахунку 40, наступний розіграш приводить до виграшу гейму у випадку, якщо супротивник має рахунок 30 або менше. Якщо обоє гравці мають по 40, то виграш наступної подачі надає перевагу.
Перемагає в геймі гравець, який має перевагу і виграв наступну подачу.
Система рахунку в геймах «15», «30», «40» пішла від фр. quinze, фр. trente, фр. quarante, що у французькій промові становить співзвучну послідовність.

### Сет
Розіграш сету йде доти, поки один із гравців не виграє 6 геймів. При рахунку 6-5 розігрується ще один гейм. Якщо рахунок стає 7-5, сет закінчується. При рахунку 6-6 розігрується тай-брейк.

### Матч
Тенісний матч йде доти поки один із гравців не виграє два сети. Але на турнірах Великого шолому у змаганнях чоловіків тенісний матч продовжується до трьох виграних сетів одним з суперників.

### Тайбрейк
При рахунку в сеті 6 — 6 розігрується тайбрейк.
Відповідно до черговості гравець робить першу подачу, потім супротивник робить дві подачі, далі зміна йде через дві подачі. Виграє тайбрейк той, хто перший набирає 7 очок із різницею в 2 очки. Тай-брейк проводиться доти, поки не буде досягнута різниця у два очки.
Зміна сторін корту відбувається після кожних 6 очок.
Останній сет у грі здебільшого грається без тайбрейку, проте в фіналах Відкритого чемпіонату США тайбрейк розігрується навіть у останньому сеті.

#### М'яч у грі
Якщо не зафіксована помилка та не повідомлено про перегравання, то м'яч знаходиться у грі з моменту введення його у гру гравцем, що подає та до закінчення розіграшу очка.

#### М'яч торкається лінії
Якщо м'яч торкається лінії, це вважається як торкання м'ячем частини корту, що обмежена цією лінією.

#### М'яч торкається обладнання
Якщо м'яч знаходиться у грі і торкається постійного обладнання після правильного потрапляння в корт, гравець, що завдав цього удару, виграє очко. Якщо м'яч, що перебуває в грі, торкається постійного обладнання до торкання землі, гравець, що завдав удару, програє очко.

#### Порядок виконання подач
По закінченні кожного гейму той, хто приймав, подає весь наступний гейм, а той, хто подавав — приймає весь наступний гейм.
У парному матчі гравцям пари, яка повинна подавати, слід визначити того, хто подає в першому геймі. Перед другим геймом те ж саме повинні вирішити їхні суперники. Партнер гравця, що подав у першому геймі, повинен подавати в третьому, а партнер гравця, що подав у другому геймі, повинен подати в четвертому геймі. Ця послідовність зберігається до кінця сету.

#### Порядок приймання в парі
Пара, яка повинна приймати, обирає, хто з гравців буде приймати при розіграші першого очка в геймі. Також суперники вирішують, кому приймати в розіграші першого очка другого гейму. Після того, як гравець, який повинен був приймати, відбив м'яч, будь-хто з партнерів може завдавати удару.

#### Подача

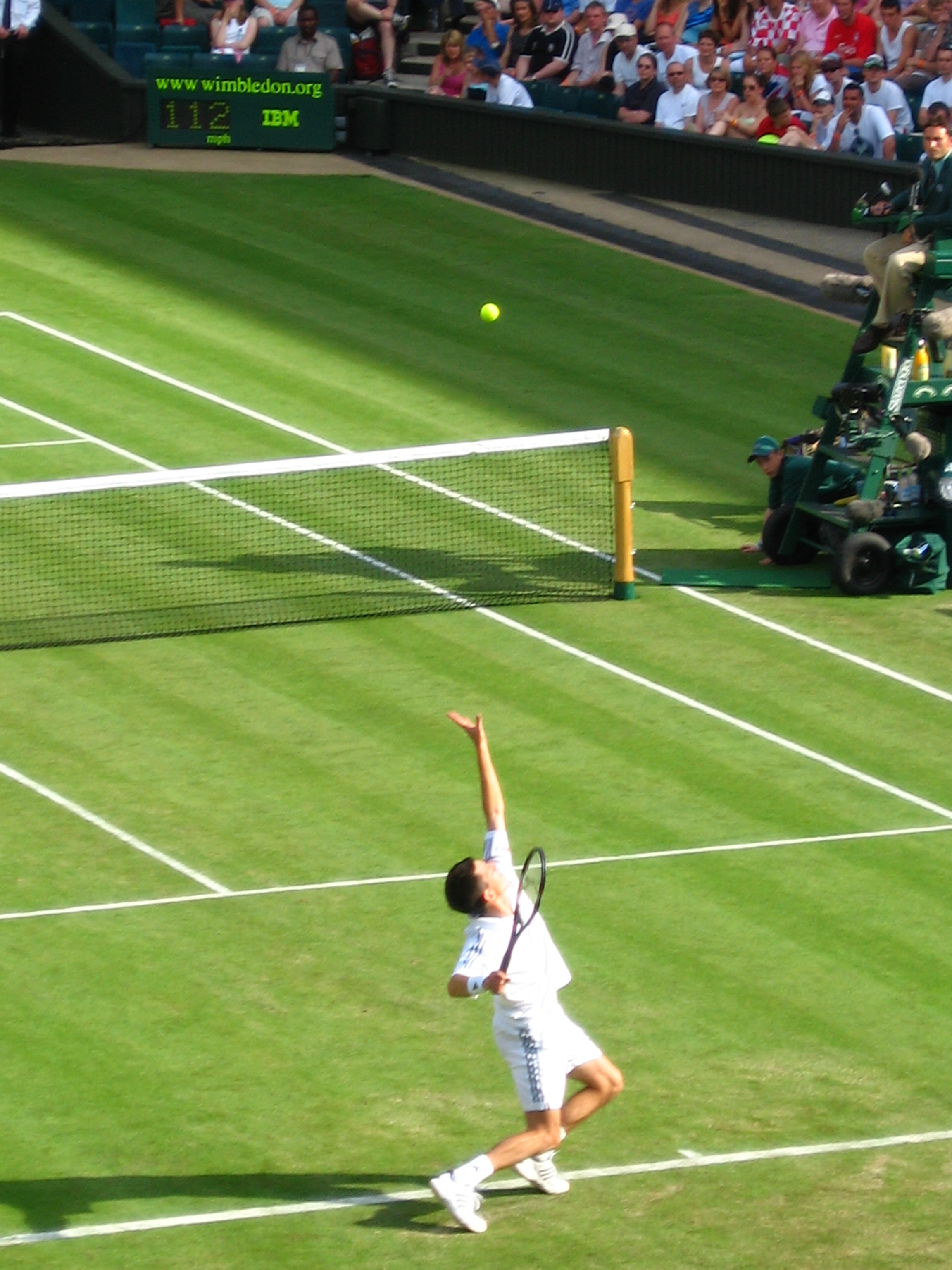
Тім Генман робить подачу м'яча

Безпосередньо перед рухом подачі гравець, що подає повинен стояти обома ногами за задньою лінією та всередині умовного продовження центральної мітки та бокової лінії. Він має підкинути м'яч рукою в будь-якому напрямку і вдарити по м'ячу ракеткою до того як той впаде на землю. Рух подачі вважається завершеним в момент нанесення удару по м'ячу, або в момент, коли гравець промахується ракеткою по м'ячу. Гравець, який володіє лише однією рукою, може використовувати ракетку для підкидання м'яча.

#### Процедура подачі
Процедура подачі в стандартному геймі наступна: гравець, що подає почергово займає положення на різних половинах свого боку корту, починаючи з правої половини в кожному геймі.
У тай-брейку подача повинна проводитися почергово з кожної половини боку корту того гравця, що подає, починаючи з правої половини корту.
М'яч після подачі повинен перелетіти через сітку та торкнутися частини квадрата подачі, який розташований по діагоналі, навпроти, перед тим як гравець, що приймає, відіб'є його.

### Додаткові правила
- Лінія обводу ігрового поля вважається частиною поля.
- М'яч, що зачепив сітку й упав на бік супротивника, в ігровий відрізок зараховується як очко (але не під час подачі).
- Приймання подачі можливе тільки після відскоку м'яча, у той час, як під час гри м'яч може бути відбитий і до торкання ним поверхні корту.
- Не зараховується очко у випадках торкання м'яча тіла спортсмена, у випадках приймання м'яча до перетинання ним лінії сітки, при торканні гравцем сітки або стійки сітки ракеткою, рукою або іншою частиною тіла.

### Формат змагань
Як правило, проводиться посів 16 найкращих, відповідно до рейтингу, гравців, які рівномірно розподіляються серед інших учасників.
При цьому, однією з умов є правило, що гравці однієї країни і сіяні гравці повинні зустрітися між собою якнайпізніше.

### Види гри
У тенісі є індивідуальні (особисті) та парні ігри. Парна гра проводиться на розширеному майданчику. Парна гра, в якій в одній парі грають чоловік та жінка, називається мікстом.
На любительському рівні або ж на тренуваннях практикують також гру утрьох — почергово один проти двох. Індивідуальний спортсмен змагається за звичайними правилами для індивідуальних ігор, двоє його суперників — за правилами для парних ігор. Якщо гейм виграє індивідуальний тенісист, йому зараховують два очки, якщо виграє пара тенісистів, то кожен із неї здобуває одне очко. Після кожного гейму індивідуальний тенісист міняється місцем з тим із пари, що грав справа. Рахунок ведуть так само, як і у звичайній грі. Із трьох учасників виграє сет той, що набере принаймні шість очок, маючи не менш як двоочковий відрив від кожного з двох суперників.

## Техніка і тактика гри
Основні компоненти тенісної техніки: біг, хват ракетки та удар по м'ячу. Надзвичайно важливо також спостереження за м'ячем і суперником і вибір правильної позиції на корті.
Основа основ — тенісний крок, тобто спосіб переміщення тенісиста по корту. У сучасному тенісі розрізняють: звичайний, перехресний (або околишній) і приставний кроки. Вибір кроку визначається ігровою ситуацією та місцем знаходження тенісиста на корті.

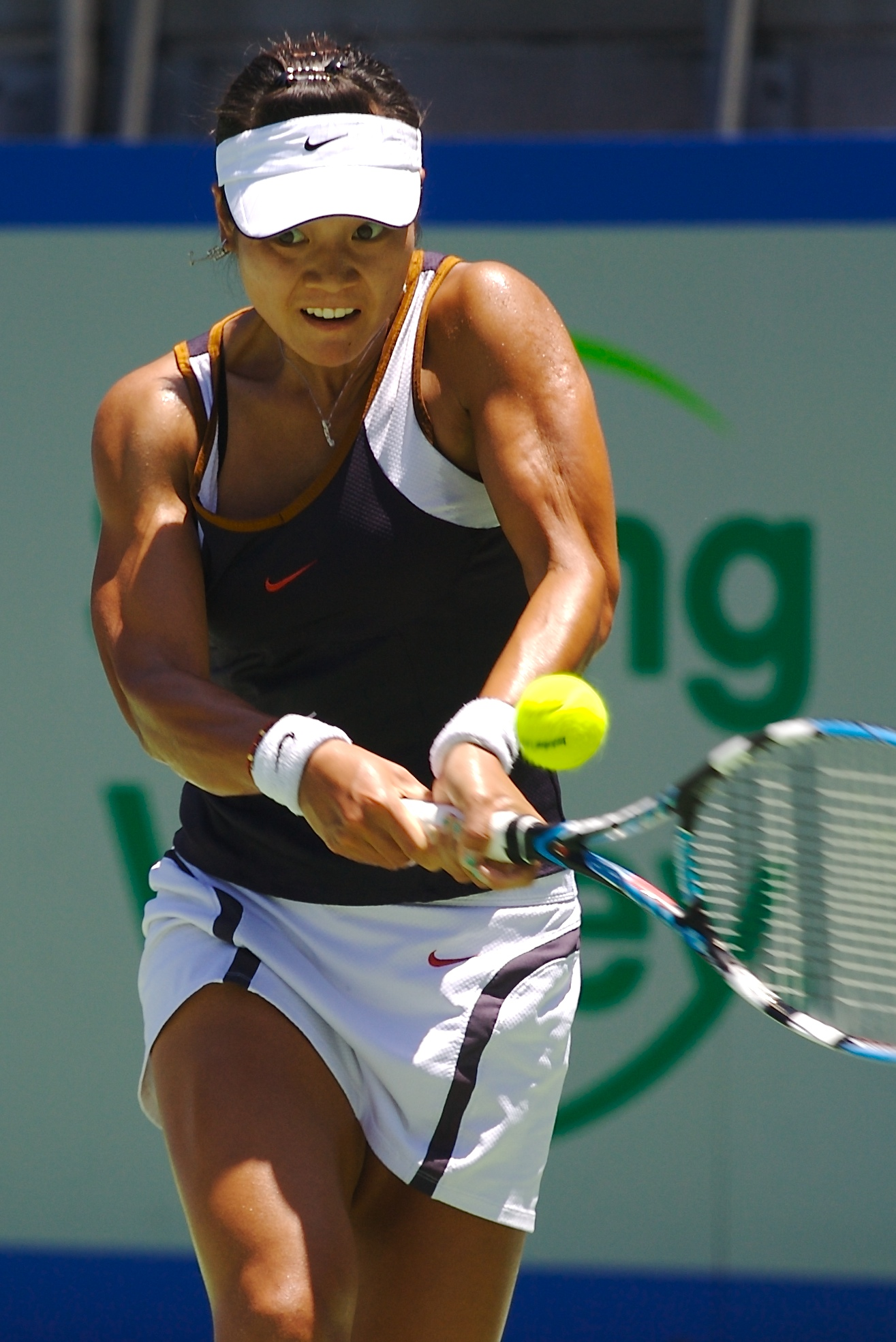
Дворучний бекхенд у виконанні Лі На

При виконанні різних технічних прийомів багато значить хватка, тобто те, як спортсмен тримає ракетку. Розрізняють три хватки: східна, західна та континентальна. У кожної з них є певні переваги та недоліки, а основне розходження між хватками полягає в положенні долоні тенісиста відносно руків'я ракетки. При західній хватці долоня перебуває під руків'ям, при континентальній (її також називають універсальною) — над руків'ям, а при східній — за нею. У сучасному тенісі найпоширеніша східна хватка, саме з неї починають освоювати ази техніки новачки. Але при будь-якому типі хватка повинна бути впевненою та міцною.
Удари по м'ячу розрізняються залежно від техніки їхнього виконання, траєкторії м'яча до та після зіткнення з ракеткою та інших моментів. В арсеналі сучасних тенісистів чимало різноманітних ударів: смеш (потужний удар над головою по м'ячу, що опускається), скорочений удар (після якого м'яч приземляється відразу за сіткою на «чужій» половині майданчику), топспін (кручений удар з високою траєкторією польоту м'яча), удар у протихід (тобто в те місце корту, яке суперник щойно залишив) та інші. У кожного із гравців є свої коронні удари. Так, наприклад, швед Бйорн Борг був визнаним майстром сильних кручених ударів із задньої лінії.
Якість гри тенісиста залежить не тільки від фізичної сили. Австралієць Род Лейвер, який не відзначався зовнішніми даними, відрізнявся, проте, неймовірною витривалістю та мав воістину залізну п'ясть, що дозволяло йому бити хльостко та потужно. Нерідко фахівці використовують таке поняття, як відчуття м'яча, тобто навички володіння м'ячем: уроджені й придбані завдяки тренуванням й ігровій практиці. Крім того, різноманіття чинених тенісистом рухів (біг, нахили, стрибки, удари тощо) вимагає від нього різнобічної фізичної підготовки.
Тенісист прагне нав'язати суперникові свою гру, що дозволила б йому максимально використати власні сильні сторони та нейтралізувати переваги суперника. Також дуже важливим є не тільки улюблені технічні прийоми та «місце» гри, але і її темп (фахівці виділяють швидкий, повільний і рваний темпи гри). Приміром, зміна ритму в сполученні зі зміною довжини ударів уважається найвигіднішої при грі із задньої лінії.
Залежно від розряду змагань виділяють тактики індивідуальної та парної гри, кожна з яких, у свою чергу, поділяється на тактику того, хто подає (або пари, що подає) і тактику того, хто приймає (приймаючої пари).
У тенісі, як і у всякій грі, є свої неписані закони та заповіді. Наприклад, одна з них говорить, що «кручені» м'ячі частіше приземляються в межах майданчику. При виборі плану гри на конкретний матч визначаються і з покриттям майданчику («швидкі» та «повільні» корти), а також знанням сильних і слабких сторін суперника і його фізичних кондицій: так, зазвичай тенісисти намагаються не допустити виходу суперника до сітки, але у випадку, якщо він погано грає з льоту, можуть навмисно «викликати» до неї. Загальний успіх у грі залежить не тільки від якості виконання награних комбінацій і прийомів, але і від уміння в потрібний момент зімпровізувати, зіграти зненацька для супротивника. Тенісний матч — це свого роду «забіг на довгу дистанцію», у якому є кілька кульмінаційних моментів. Уважається, що в геймі ключовим є розіграш третього очка, а в партії — четвертий гейм. Варто також пам'ятати, що гра — це не тільки єдиноборство технік, але й боротьба нервів.
Тактика парної гри помітно відрізняється від тактики тенісистів-«одинаків». Досить сказати, що якщо в індивідуальній грі очки переважно виграються від задньої лінії, то в парній — біля сітки, при цьому парні зустрічі відрізняються вищим темпом гри. Проте і тут подача є важливим тактичним елементом. За статистикою, у парній грі більшість геймів виграється саме на своїх подачах. Гра в парі вимагає від спортсменів повного взаєморозуміння та виняткової концентрації, адже тут їм доводиться тримати в полі зору не лише м'яч, але і партнера та обох суперників. Зазвичай гравці в парі підбираються так, аби вони максимально доповнювали один одного — як за технікою, так і за темпераментами. Індивідуальними особливостями гравців визначають їхнє первісне розташування на майданчику, а також порядок подач: сильніший у цьому компоненті гри партнер у кожній партії подає першим. Крім загальних, у парній грі необхідно дотримуватись і деяких специфічних неписаних законів: наприклад, «свічу» завжди відбиває той з партнерів, через голову якого вона пущена. Є тут і свої психологічні нюанси. Для гравців у парі дуже важливе вміння адекватне зреагувати на промах партнера, морально підтримати його в напружений момент гри. За свідченням очевидців, природженим парником був француз Жак Брюньон, легенда довоєнного тенісу.

## Корт та інвентар

### Корт

Розміри тенісного корту

Корт — майданчик для гри в теніс.
Розміри і лінії на тенісному корті вказані на рисунку праворуч. Усі довжини наведені у футах. Навколо корту повинен бути вільний простір для забігання гравців.
Дві половини корту розділяє сітка заввишки 3 фути в центрі й 3 фути 6 дюймів біля стовпчиків.
У парній грі використовують всю ширину корту, в одиночній — площа обмежена двома внутрішніми поздовжніми лініями. Дві латеральні вузькі смуги, які використовують лише для парної гри, зазвичай називають коридорами. Маленькі поля поряд із сіткою позначають область, куди потрібно спрямовувати подачу. Таких полів два, гравці повинні подавати почергово в кожне з них.
Лінії вважаються полем. Якщо м'яч зачепив лінію хоча б на волосину, він вважається в полі. На трав'яних і ґрунтових кортах лінії висипаються крейдою, на кортах із синтетичним покриттям вони наносяться білою фарбою. На важливих змаганнях на кожну з ліній виставляється окремий суддя, який визначає, чи м'яч потрапив у поле. Однак помилки трапляються нерідко. Ґрунтові корти мають ту перевагу, що на них видно відбиток м'яча, й гравець може опротестувати рішення лінійного судді. На трав'яних кортах допоміжним фактором є легенька хмарка крейди, яка здіймається над лінією, якщо м'яч потрапив у неї. Починаючи з 2006 року на деяких кортах запроваджена комп'ютерна система «Hawk eye» (Яструбине око), яка допомагає визначити траєкторію м'яча й факт влучання чи невлучання в поле.
Корти бувають відкриті (просто неба) та закриті (у приміщеннях). У приміщеннях висота стелі над серединою майданчику повинна бути не менше 9 метрів.

### Сітка

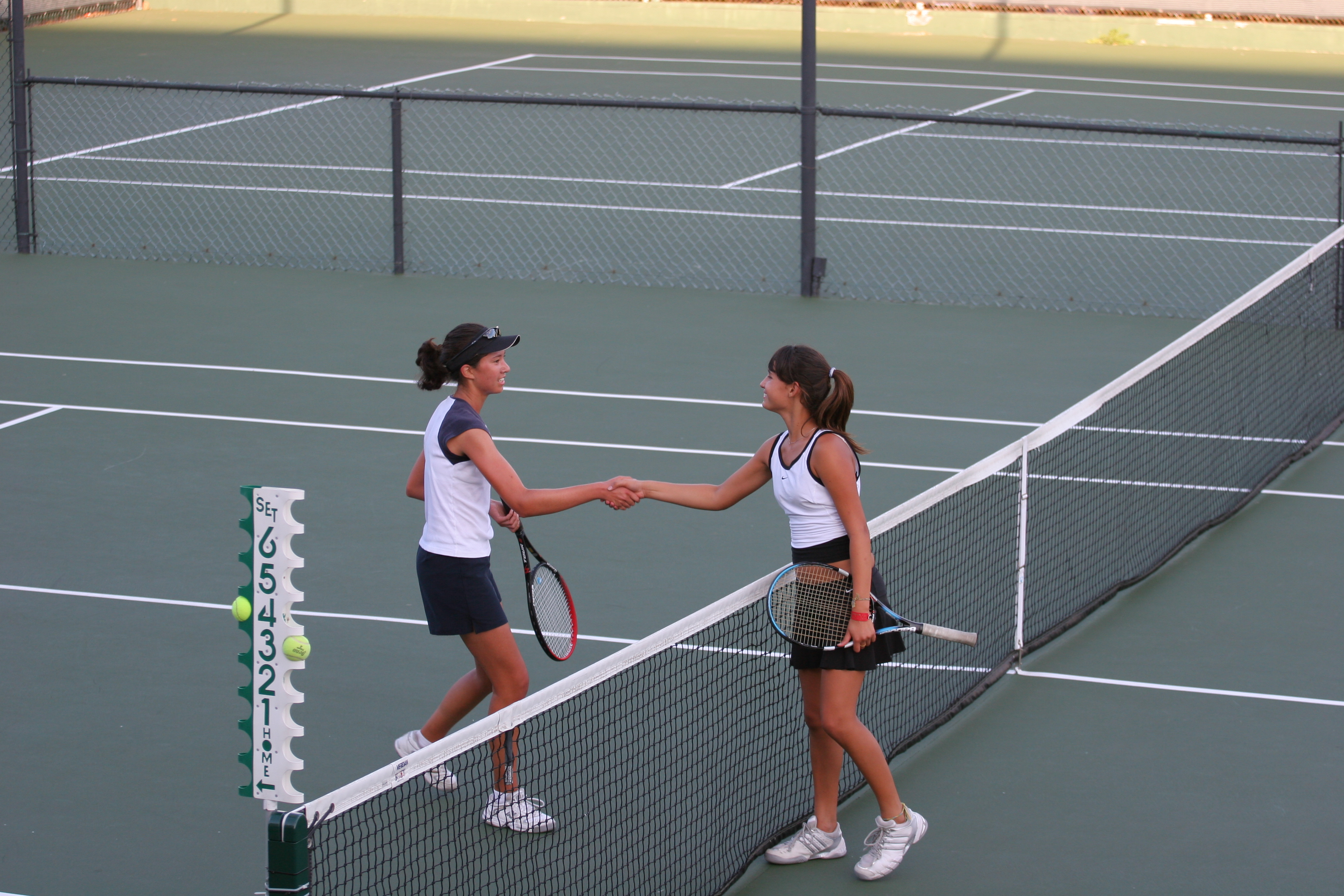
Тенісистки вітаються біля сітки

Сітку у великому тенісі використовують для поділу корту навпіл. Її виготовляють з кручених просмолених капронових ниток. Ширина сітки 1,07 метра, довжина залежить від того, призначена вона для індивідуального чи парного корту. У першому випадку довжина сітки повинна бути 10,05 метра, в другому — 12,80 метра. Один поздовжній край сітки, верхній, для більшої чіткості прошивається білою тасьмою, завширшки від 0,05 до 0,065 метра. В тасьму просмикується металевий трос, з петлями на кінцях, для кріплення сітки на стійках.

### Ракетка

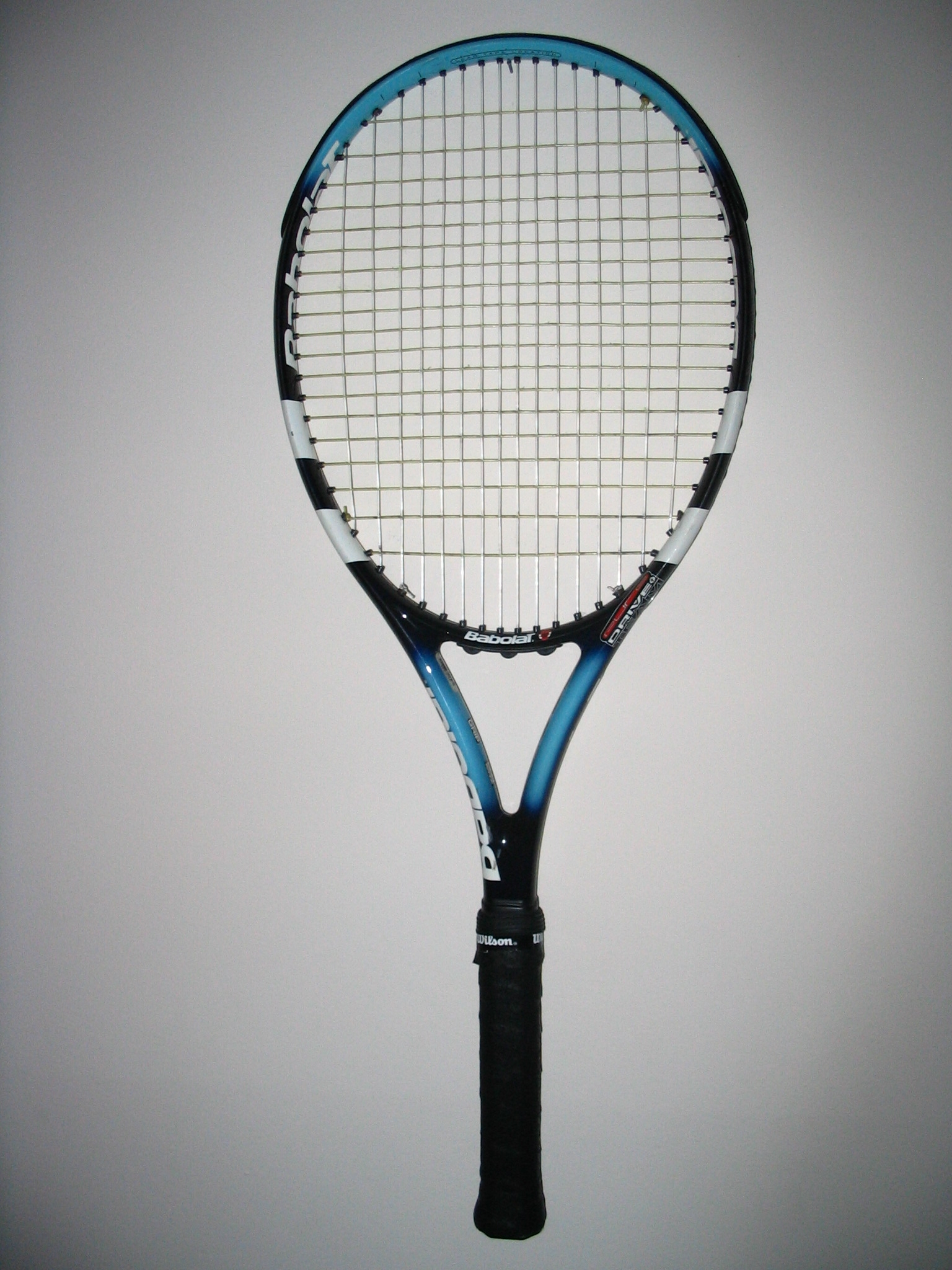
Тенісна ракетка

Ракетка складається з ручки і поверхні, що б'є. Поверхня, що б'є, складається з натягнутих струн. Струни натягуються на обід овальної або краплеподібної форми головки ракетки. Раніше ракетки зазвичай виготовляли з дерева, а для струн використовували жили або кишки домашніх тварин. У наш час[коли?] як матеріали для ракеток використовують синтетичні матеріали, такі як вуглецеве волокно і сплави легких металів. Для виготовлення струн звичайно використовують нейлон або інші синтетичні матеріали, хоча струни з коров'ячих кишок все ще використовують для натяжки тенісних ракеток для професіоналів. Ручки ракеток зазвичай обмотані спеціальною тканиною, що допомагає гравцям їх утримувати та поглинає піт.

### М'яч
Тенісний м'яч — порожниста гумова куля, обтягнена білою або жовтою ворсистою тканиною, вагою 56,7—58,5 г, діаметром 6,35—6,67 см. Він повинен бути пружним, стрибучим та мати велику зносостійкість. Строк служби залежить від покриття корта. Довгий час для гри використовували шкіряні м'ячі, в середині XIX століття їх замінили м'ячі з білої ґуми, які пізніше стали обтягувати фланеллю. До середини 70-х років XX століття тенісисти грали тільки білими м'ячами. З 1972 року на змаганнях стали використовувати і жовті, які на фоні сітки та форми спортсменів помітніші для гравців та глядачів.

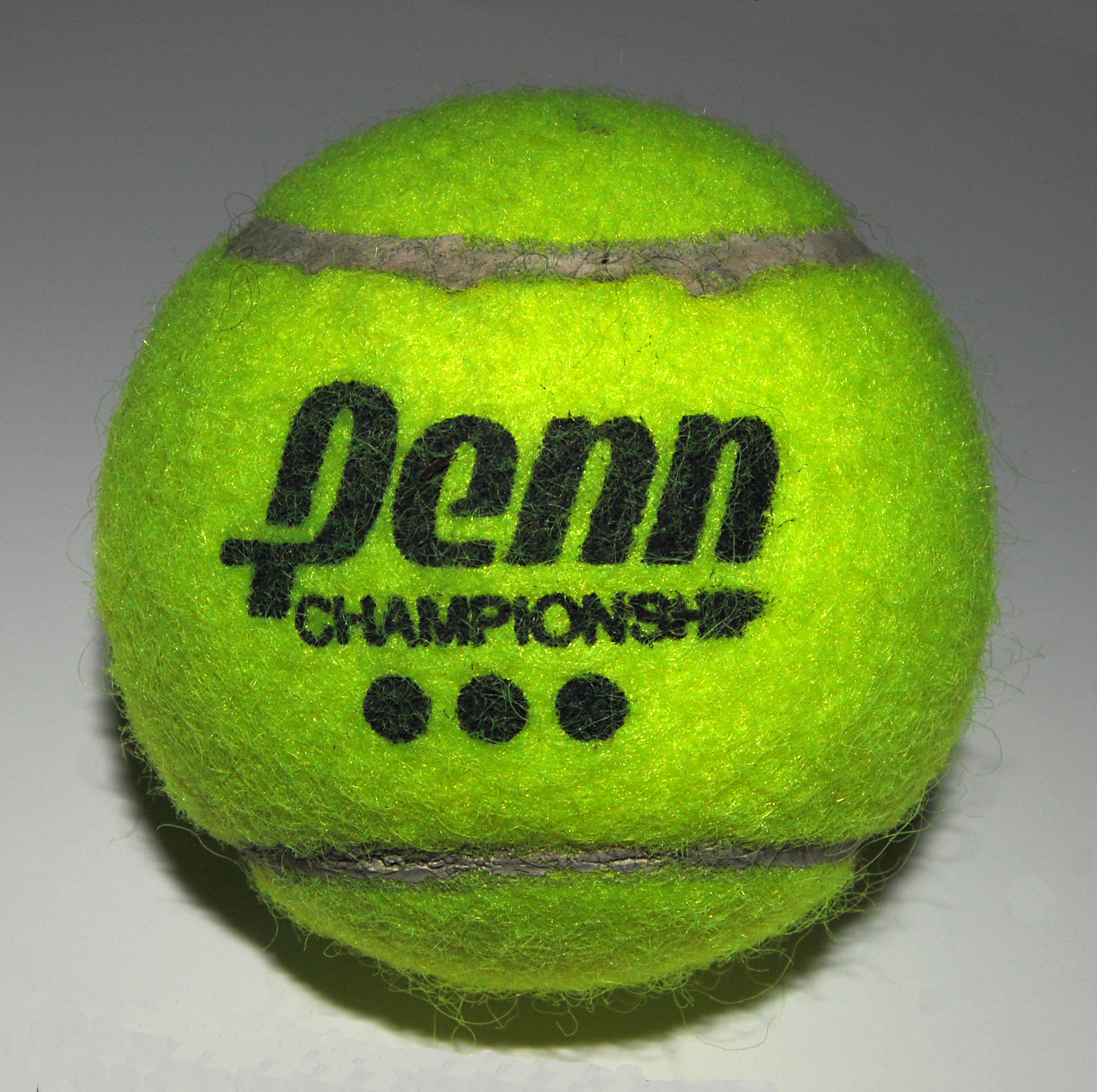
Тенісний м'яч

У 2002 року до офіційних тенісних правил внесено уточнення, згідно з яким організатори змагань можуть поряд зі стандартними м'ячами використовувати на свій розсуд і м'ячі двох нових різновидів: високошвидкісні (тип 1 за класифікацією ITF) та повільні (тип 3). Усі три типи м'ячів мають однакову вагу. Жорсткіші м'ячі типу 1 призначені для гри на «повільних» кортах, вони мають швидший та нижчий кут відскоку, що дозволяє прискорити темп гри. М'ячі типу 3 призначені для гри на «швидких» кортах, вони на 6 % більші в діаметрі, ніж м'ячі типу 2 (стандартного), що дозволяє під час польоту м'яча гасити швидкість. Саме цей фактор дає більше часу на приймання м'яча і дозволяє виграти очки за рахунок майстерно виконаного удару. Крім того, це дозволяє глядачам простежити за польотом м'яча, що інколи на «швидких» кортах є проблемою. «Старі» м'ячі (тип 2) призначені для гри на «середніх» кортах.

### Спорядження
Спорядження тенісиста включає спеціальний спортивний одяг і взуття. Загально прийнятий колір тенісної форми — білий. Він є практичнішим: білий колір завдяки своїм властивостям добре «відбиває» тепло, що дуже важливо при грі у спеку. Водночас біла форма є даниною історичним традиціям: стіни у французьких «домах для гри у м'яч» були чорного кольору, і гравці, одягнені у білу форму, найкраще помітні на такому фоні. Спорядження тенісиста з часом зазнало суттєвих змін. Так, на заміну фланелевим штанам тенісистів-чоловіків прийшли шорти, а колись довгі спідниці тенісисток стали значно коротшими та зручнішими.
Взуття тенісиста повинно бути легким та міцним. Найважливіша частина — підошва, характеристики якої відрізняються залежно від покриття корту. Так, рифлена підошва, що добре запобігає ковзанню ніг на ґрунтових кортах, на жорстких кортах може призвести до травми через надлишкове тертя. Для кортів з асфальтовим, дерев'яним та іншими видами жорсткого покриття більше підходить гладка підошва.
Тенісну форму можуть доповнювати кепки від сонця (або бандани) та напульсники, які запобігають розтягненню м'язів рук і пітнінню долонь.

## Тенісна термінологія
- Бекхенд або удар закритою ракеткою — удар з незручного боку, зліва для правші, справа для шульги.
- Брейк — виграш подачі супротивника.
- Брейкпойнт — розіграш, у якому один із супротивників може здобути брейк.
- Геймпойнт — розіграш, у якому один із супротивників може виграти гейм на своїй подачі.
- Волей або удар зльоту — удар по м'ячу перш, ніж той встиг опуститися на корт.
- Дропшот або укорочений удар — несподіване підрізання м'яча таким чином, щоб він ледь-ледь перелетів через сітку й опустився на корт майже без відскоку.
- Ейс — подача навиліт, при якій супротивник не зміг дотягнутися ракеткою до м'яча.
- Епроуч — повільний удар із сильною підрізкою з метою виходу до сітки.
- Крос — діагональний удар.
- Лоб або свічка — високий удар з метою перекинути супротивника, який вийшов до сітки.
- Матчпойнт — розіграш, у якому один із супротивників може виграти гейм, сет і матч.
- Напівволей або удар із напівльоту — удар по м'ячу, який щойно відбився від землі й підіймається вгору.
- Реверс — удар оберненою (закритою) стороною ракетки високо над головою.
- Сетпойнт — розіграш, в якому один із супротивників може виграти сет.
- Смеш — сильний удар піднятою над головою ракеткою.
- Слайс або підрізка — удар, при якому м'ячу надається обертання в напрямку протилежному до напрямку руху. Завдяки ефекту Магнуса м'яч стелиться над кортом, продовжуючи свою траєкторію. Застосовується для гри із задньої лінії.
- Топ-спін — удар, при якому м'ячу надається сильне обертання в напрямку руху. Характеризується високим відскоком і траєкторією, яка закручується донизу завдяки ефекту Магнуса. Застосовується при грі із задньої лінії.
- Тай-брейк — спеціальний гейм для швидкого визначення переможця рівного сету.
- Форхенд або удар відкритою ракеткою — удар зі зручного боку, справа для правші, зліва для шульги.

## Федерації та об'єднання гравців
Головним органом управління тенісними справами є Міжнародна федерація тенісу (англ. ITF), яка складається із 202 національних тенісних федерацій.
Професійні тенісисти об'єднані в Асоціацію тенісних професіоналів (англ. ATP, чоловіки) й Жіночу тенісну асоціацію (англ. WTA).

## Турніри
Найпрестижнішими в тенісі є чотири турніри Grand Slam:
- Відкритий чемпіонат Австралії;
- Відкритий чемпіонат Франції;
- Вімблдонський турнір;
- Відкритий чемпіонат США.

Найпрестижнішими командними змаганнями є:
- Кубок Девіса — змагання збірних країн серед чоловіків;
- Кубок Федерації — змагання збірних країн серед жінок;
- Кубок Гопмана — змагання змішаних чоловічо-жіночих збірних.

Менш престижний Олімпійський тенісний турнір, який відбувається щочотири роки під час літніх Олімпіад.
Окрім того професійні тенісні організації організовують серії турнірів різної сили, так звані тури, охоплюючи ними всіх гравців організацій, тенісну молодь і ветеранів.
Тенісні турніри здебільшого проводяться за олімпійською системою. Пари визначаються шляхом жеребкування з попереднім розсіюванням. Зрідка проводяться колові турніри, або турніри, у яких спочатку граються матчі в групах з подальшим переходом на олімпійську систему.

## Рекорди

### Найдовший тенісний матч
Американець Джон Ізнер і француз Ніколя Маю зустрілися в першому колі Вімблдону 22 червня 2010 року. За рахунку 2:2 матч припинено через темряву і поновлено наступного дня. Коли у п'ятому сеті рахунок став 59:59, гру знову відклали через темряву. У четвер 24 червня Ізнер нарешті виграв. Загальний підсумок — 6:4, 3:6, 6:7, 7:6, 70:68. Матч тривав загалом 11 годин і 5 хвилин. На честь такої історичної події обох спортсменів і головного суддю матчу — громадянина Швеції Мохамеда Лах'яні нагородили призами.

### Найдовший сет
Як за часом, так і за кількістю геймів, перше місце посідає вирішальний сет у грі Джон Ізнер — Ніколя Маю на Вімблдонському турнірі 2010 року: 8 годин і 11 хвилин, 138 геймів.

### Найбільше ейсів у матчі
У тому ж таки вімблдонському матчі 2010 року Джон Ізнер мав 112 ейсів, а Ніколя Маю — 103.

### Найпотужніша подача
У подачі Іво Карловича (Хорватія) м'яч летів із швидкістю 251 км/год.